# Amâncio (castrense)
Amâncio (em latim: Amantius) foi um oficial bizantino do século V, ativo durante o reinado do imperador Arcádio (r. 395–408). Um castrense da imperatriz Élia Eudóxia (r. 395–404), apareceu na primavera de 401, quando auxiliou, em Constantinopla, os bispos Pórfiro de Gaza e João de Cesareia a obter uma ordem imperial para fechar templos pagãos.